# Meriadoc Brandigamo
En el universo imaginario de J. R. R. Tolkien y en la obra El Señor de los Anillos, Meriadoc Brandigamo (también llamado Merry) es un hobbit nacido en Los Gamos en el año 2982 de la Tercera Edad. Hijo de Esmeralda Tuk y Saradoc Brandigamo, Señor de Los Gamos, Merry era pariente de Bilbo Bolsón por el lado de los Tuk. Su familia fue numerosa e influyente en La Comarca. Al igual que Pippin, Merry pertenecía a los hobbits de la rama de Albos, por lo que poseía sus características definitorias: era alto y con el pelo rizado y claro, procedía de una rama nórdica, más amiga de los Elfos que el resto de los hobbits y más hábil para el lenguaje y los cantos que para los trabajos manuales. Su nombre en oestron (representado por el inglés en la novela) era Kalimac Brandagamba abreviado en Kali.
Poseía un fuerte carácter y su valentía y fidelidad hacia sus amigos, que le empujaron a seguir a Frodo Bolsón por toda la Tierra Media en la misión de destruir el Anillo. Merry no solo era un amigo de la infancia de Frodo, sino también era su pariente: el padre del Portador era primo de padre de Merry. La unión entre ambos hobbits era muy profunda, y juntos habían vivido muchas aventuras antes de emprender el camino a Mordor. Merry fue un hobbit culto y escribió tratados sobre algunas ciencias apreciadas en la Comarca: el Herbario de la Comarca, Cronología y Palabras y Nombres Antiguos de la Comarca.

## El viaje a Rivendel
Cuando Gandalf y Frodo discutieron la posibilidad de tener que llevar el Anillo a Mordor, pensaron que la partida de Frodo debía ser en secreto y el El Portador planeó la idea de hacerle creer a los habitantes de Hobbiton que el hobbit abandonaba esa localidad pero iría a vivir a una casita en Cricava, en la región de Los Gamos, de hecho compró una casita en ese lugar con la ayuda de Merry. Este hobbit junto a Pippin, Fredegar Bolger y Folco Boffin lo ayudaron a hacer el traslado de sus pertenencias; y antes de la partida de Frodo, partió a Cricava a acondicionar la casa.

### Cricava
Varios días después de la partida de Frodo de Bolsón Cerrado Merry los esperó en la localidad de Balsadera para llevarlos del otro lado del Brandivino hacia su nueva casa. Cuando llegaron, Pippin, Sam y Frodo, lo hicieron escondidos en la carreta del granjero Maggot y tuvieron que apresurase a cruzar el río por la balsa; del otro lado vieron a los Jinetes Negros que se detenían ante el agua no pudiendo cruzar. Esto asustó mucho a Merry pero Frodo lo tranquilizo cuando se enteró de que no iban a poder cruzar y que para llegar hasta ellos necesitaban cabalgar no menos de 20 millas hasta el Puente de los Arbotantes. 
Ya en la casa y luego de un baño, cenaron y Frodo debió decirles a los otros que no iba a permanecer en Cricava puesto que tenía una Misión importante que realizar. Grande fue su sorpresa cuando Merry le dijo que estaba al tanto de sus planes, porque El portador no había sido muy cuidadoso al esconderlos. Y más sorpresa aun cuando Merry le dijo que conocía la existencia del Anillo, desde antes que Bilbo se lo diera a Frodo; cuando el Hobbit lo uso un día en que se encontró con la desagradable sorpresa de Lobelia y Otho.
La Participación de Merry se empezó a gestar la noche en la que Frodo hablando con Gandalf fue escuchado, subrepticiamente, por Sam y como este creía que no era bueno para el joven Bolsón, ir solo hacia los terribles peligros que le acechaban, le comentó sus preocupaciones a Merry y a Pippin y juntos, los tres, tramaron una conspiración para acompañar a Frodo y evitar la negativa de este. Como sea Frodo se sintió totalmente feliz de tener a sus mejores amigos acompañándolo, y al día siguiente partieron rumbo a Rivendel.

### Cricava-Bree
El camino elegido por Merry, para evitar a los Jinetes Negros, fue seguir un sendero que atravesaba el Bosque Viejo. Merry había estado en algunas ocasiones en el Bosque pero nunca se había adentrado tanto en él, como lo hicieron cuando marchaban los cuatro juntos. En seguida perdió el rumbo, pero no era su culpa el bosque era antiguo y con árboles vivientes que no los iban a dejar pasar muy fácilmente. Llegaron al valle del Tornasauce y allí, muy cerca del río, y aunque era cerca del mediodía, empezaron a sentir una somnolencia y se tiraron a descansar, apoyados en un sauce de gran tamaño. Se trataba de un viejo ucorno que devoraba a los extraños y cuando Sam, que había resistido la somnolencia, se dio cuenta, el Viejo Hombre Sauce había tragado a Merry y a Pippin, trató junto a Frodo de salvarlos pero, solo la aparición de Tom Bombadil, los salvó de una muerte segura.
Ya en la casa de Tom conocieron a Baya de Oro y quedaron prendados de su belleza; muy bien atendidos pero rendidos de cansancio se tendieron a dormir en lechos mullidos y frescos. Al segundo día partieron bien temprano, con precisas indicaciones de Tom para evitar la Quebrada de los Túmulos; pero un inoportuna niebla los llevó directamente a allí. Los hobbit fueron capturados por los hechizos de los Tumularios. Gracias a que los ponis retornaron a la casa de Tom Bombadil, este vino, presto, a rescatarlos. De aquella horrible experiencia, Merry obtendría la espada de uno de los tumularios que lo acompañaría en la Guerra del Anillo.

### Bree-Rivendel
En Bree conocieron a Aragorn que se presentó con el mote de Trancos. En esa ocasión y mientras Frodo hacia su infortunado acto en «El Póney Pisador», Merry salió a caminar por el pueblo, porque se sentía sofocado por el aire húmedo de la posada. Cuando Aragorn advierte que el acto de Frodo podía haber atraído los Jinetes Negros, los demás, preocupados por la noticia y por la ausencia de Merry mandan a uno de los sirvientes de la posada a buscarlo. Poco tiempo después llegó Merry acompañado por Nob y contó que había visto a uno de los Jinetes Negros, desmontado y caminando subrepticiamente cerca de la Posada; atraído por una extraña fuerza, el hobbit siguió al Nazgûl hasta una casa cercana a la salida del pueblo; cuando quiso huir cayó al suelo inconsciente. Nob Contó que cuando salió a buscar al hobbit vio que junto a la casa de Bill Helechal estaba el cuerpo de Merry y que dos formas humanas estaban levantándolo para llevárselo. Ante un oportuno grito del sirviente, soltaron el cuerpo y huyeron. Inmediatamente se acercó y vio como Merry recuperaba la conciencia y aún desorientado corría para la Taberna. había sido alcanzado por el Hálito Negro de los Nazgûl que, confundiéndolo con Frodo, habían intentado llevarlo, lo que hubiera ocurrido de no ser por la repentina aparición de Nob.
El hobbit, servidor de Cebadilla Mantecona, los salvó de nuevo esa noche puesto que en las camas en donde se suponía iban a dormir, Nob colocó almohadas tapadas con las sábanas, imitando cuerpos que dormían; e incluso en el lugar de Frodo puso un felpudo lanudo imitando su cabeza. Los Jinetes negros atacaron ese cuarto y destruyeron todas las almohadas pero no pudieron dar con los Hobbits; a la mañana siguiente y al ver tamaño desastre, sintieron mucho miedo.
Con todas esas noticias los Hobbits, acompañados por Aragorn salieron al otro día, luego de comprar un poni, puesto que los suyos habían sido robados o espantados. La Cima de los Vientos era el próximo objetivo a llegar, puesto que allí esperaban encontrarse con Gandalf. Para Merry Amon Sûl resultó tener un paisaje frío e inhóspito y le causó miedo de que algo pudiera ocurrirles; cosa que pasó esa noche, puesto que fueron atacados por los Nazgûl. En esa acción Frodo resultó herido, pero los servidores de Sauron fueron rechazados por Aragorn y los otros Hobbits encendiendo leños para espantarlos. 
Con Frodo seriamente herido por un Puñal de Morgul continuaron el camino a Rivendel haciendo un gran rodeo. Al pasar por el Bosque de los Trolls sucedió un hecho divertido: Merry y Pippin se adelantaron por el sendero que penetraba en el bosque, y al cabo de un rato volvieron aterrorizados gritando que había tres enormes trolls en un claro del Bosque. Aragorn, riendo les aclaró que se trataba de Tom, Berto y Guille Estrujónez, los trolls convertidos en piedra por Gandalf en el viaje de Bilbo. 
Casi al llegar al vado de Bruinen se encontraron con Glorfindel, un elfo de la casa de Elrond, que los acompañaría hasta Rivendel. Pero en el camino fueron atacados de nuevo por los Nazgûl que pretendían llevarse a Frodo. El Portador salvó milagrosamente su vida gracias al caballo del elfo (Asfaloth) y a que los servidores de Sauron fueron arrastrados por una crecida impetuosa del río cuando estaban sobre su lecho intentando seguirlo. Los Nazgûl llegaron allí porque con fuego, los otros miembros de la comunidad los empujaron a adentrarse; esto alejó el peligro de los Jinetes Negros, al menos por un tiempo.

## Con la Compañía del Anillo
En 3018 T. E., Merry pasó a ser uno de los cuatro hobbits miembros de la Comunidad del Anillo, su participación se debió a la fuerte insistencia de este y de su amigo Pippin, ante Elrond para que les permitieran participar, acompañando a Frodo en el viaje, puesto que los sabios había decidido que la comunidad fuera de nueve miembros y le faltaban dos. Fue por la ayuda de Gandalf, que intercedió ante el Concilio para que fueran los Hobbit.
Sobrevivió a muchas aventuras hasta la ruptura de la Comunidad, en Parth Galen, pero siempre mostró gran valentía y un sentido común digno de su raza, y cuando esas virtudes no alcanzaban, un sentido de amistad a toda prueba.

### Moria
Cuando Aragorn y Gandalf decidieron ir por Moria, porque el Caradhras les había cerrado el paso, el único que no puso demasiadas objeciones fue Merry, aunque no le gustara la idea como a los demás. Frente a la Puerta Oeste de Moria y ante la imposibilidad de Gandalf de recordar una contraseña para abrirlas, fue Merry quien dio al Mago la pista que necesitaba para descubrirla; cuando hizo una inocente pregunta sobre el significado de las palabras escritas en la Puerta. El mago, después de probar muchas, palabras en distintas lenguas, recordó esta pregunta y vio allí la contraseña, puesto que descubrió que la traducción era incorrecta, tendría que haber sido Di «amigo» y entra; soltando una carcajada pronunció la palabra amigo en Sindarin y las puertas se abrieron.
El susto por el ataque del Monstruo de la laguna fue mayúsculo, pero la rapidez del rescate de Frodo y la corrida hacia adentro fue lo que les salvó la vida. pero ese no sería el único peligro, muchos los acecharían en el cruce por Moria, desde abismos ocultos en la oscuridad, pasadizos sin salida hasta ataques de orcos y trolls. Fue, precisamente, en la Cámara de Mazarbul en donde Merry tuvo oportunidad de usar, por primera vez su espada tumularia intentando defender a Frodo del ataque de los orcos.
La muerte de Gandalf fue un duro mazazo para el corazón de Merry, sobre todo porque la impotencia de no poder hacer nada lo dejó como paralizado. Por suerte para el, ya había cruzado el Puente con Gimli y Pippin cuando apareció el Balrog. Más tarde, a cielo abierto, dio rienda suelta a su tristeza y lloró junto a todos los otros. Pero hubo un pequeño momento en que la tristeza quedó un poco de lado: fue cuando curaron a Frodo de la herida del orco; allí descubrieron la malla de mithril, dijo Merry: «Me pregunté a menudo qué hacías tú y Bilbo, tan juntos en ese cuartito —dijo Merry—. ¡Bendito sea el viejo hobbit! Lo quiero más que nunca.¡Ojalá tengamos una oportunidad de contárselo!».

### Lothlórien
El Bosque de Lothlórien lo deslumbró, por sus árboles y su vegetación, desconocida para Merry; su irreductible aire élfico, lo maravilloso de las historias que parecían salir de sus entrañas; los flets y su organización lo intimidaban pero lo hacían sentirse seguro. La aparición de Haldir y sus historias y sus conocimientos lo dejaron absorto; aunque el elfo quiso saber del mar al enterarse, por Merry, de la existencia de puertos al norte de La Comarca, el hobbit no pudo darle la respuesta que esperaba, puesto que le confesó que nunca había salido de sus tierras, hasta ahora.
Pero fue la Dama del Bosque de Oro, la que despertó en el un intenso amor, lo dejó maravillado la luz que irradiaba, su figura esbelta sus ojos y su rubia cabellera. Cuando la Dama lo miró a los ojos y escrutó en su corazón sintió un deseo enorme de volver a la Comarca y quedó totalmente perturbado por la visión y no dijo más nada sobre ella. Galadriel había desenterrado, de lo más profundo de las almas de cada uno de los miembros de la Compañía, sus deseos más recónditos, sus anhelos; les había mostrado dos caminos: el de la vuelta, de la tranquilidad del hogar; o el que tenían en frente, de los riesgos, del peligro, de la posible muerte. Si Merry siguió con la compañía fue por el amor a su amigo Frodo, por la solidaridad, por la conciencia de que del éxito de la misión dependía el futuro de toda la Tierra Media.
La partida de Lórien se realizó en tres Barcas élficas que Celeborn había prestado a la Compañía. Merry aprovechó la oportunidad para dejar en claro que no todos los hobbits le tenían miedo al agua, cuando vio la disconformidad en los ojos de Sam. La Dama le regaló, además de las capas élficas, un pequeño cinturón de plata con un broche labrado semejante de una flor de oro. Tras beber el vino de la despedida partieron río abajo, Merry iba en la segunda barca junto a Pippin y a Boromir.

## Saruman y Bárbol
Salvo un enfrentamiento con los orcos en las cercanías de Emyn Muil, el viaje por el río Anduin se realizó en forma tranquila y rápida. Pero fue en Parth Galen, un pequeño prado ubicado en las orillas del Río Grande y al pie del Amon Hen; en donde los acontecimientos se precipitaron. Mientras Frodo partía, solo, para pensar su decisión; el resto de la compañía se sentó bajo unos árboles a discutir sobre el camino a tomar desde ese lugar. Mientras cada uno sentaba su posición, Boromir se apartó de ellos, subrepticiamente, para seguir a Frodo con el objeto de hacerle cambiar de opinión. Respecto del camino a seguir, Merry planteo que: «¡No podemos dejar a Frodo! Pippin y yo decidimos desde un principio acompañarlo a todas partes y aún es así para nosotros. Aunque antes no entendimos lo que eso significaba. Parecía distinto allá lejos, en la Comarca o en Rivendel. Sería una locura y una crueldad permitir que Frodo vaya a Mordor». Esta posición fue acompañada, primero por Pippin y luego por el resto.
Mientras discutían llegó Boromir y contó algo de su pelea con Frodo y como este se había puesto el Anillo para desaparecer, Merry y Sam se dieron cuenta de lo que ello significaba. Desesperados por hallara a Frodo y olvidando por un momento lo dicho por Boromir, todos salieron corriendo en distintas direcciones a buscar al Portador. Merry y Pippin corrieron juntos hasta un bosquecillo en donde fueron acorralados por una hueste de orcos que intentaron capturarlos y no matarlos. En esa acción Merry cortó varias manos de orcos, defendiéndose con su espada tumularia; hasta que por fin el número los superó. En eso llegó Boromir, que enviado por Aragorn, los buscó desesperadamente y se enfrentó con los Orcos, quienes pusieron fin a su vida. De ahí en más, poco es lo que recordó Merry, solo que los orcos lo hirieron y perdió el conocimiento.

### En las Tierras Pardas
Cuando despertó, producto de un líquido ardiente que le dieron los orcos, quienes le habían curado la herida en la cabeza con un maloliente pasta. La hueste de orcos se lanzó corriendo por los prados de Rohan hacia el noroeste, las Tierras Pardas, y con ellos los dos hobbits. Pensaban llevarlos hasta Isengard para entregarlos a Saruman y tenían órdenes precisas de llevarlos sanos y salvos; casi cuatro días los orcos los llevaron, en el camino poco podían hablar pero iban dejando señales por si Aragorn los seguía, para que los encontraran.
Pero un enemigo perseguía a los orcos eran los Rohirrim de Éomer, quienes atacaron a los orcos, en las cercanías del Bosque de Fangorn, matándolos en una dura batalla. Los hobbits consiguieron escapar hasta el Bosque, cuando un Orco de Mordor llamado Grishnákh, los sacó del medio de la batalla con el objeto de robarles, porque sabía de la existencia del Anillo. Merry estaba agotado pero enseguida entendió el ardid que Pippin creó para conseguir que el orco los sacara del campamento. Cuando el Uruk-Hai se los llevó, cayó muerto por una flecha y Merry y Pippin se liberaron de sus ataduras. Peregrin se las arregló para darle un poco de lembas a Merry y arrastrándose, ambos lograron dejar el campo de batalla y llegar a la seguridad de la espesura de Fangorn.

### En Fangorn
A salvo de los orcos se internaron en el Bosque y repusieron fuerzas bebiendo agua del río y comiendo lembas. Merry sabía bien donde se encontraban porque había estudiado con detenimiento los mapas en Rivendel. El bosque los abrumó con su espesura con su aire sofocante, con su antigüedad; para Merry, Fangorn «no se parece ni en el aspecto ni en la atmósfera al Bosque Negro según la descripción de Bilbo. Aquel era sombrío y negro, y morada de cosas sombrías y negras. Este es sólo oscuro y terriblemente tupido. No puedes imaginar que vivan animales aquí, o que se queden mucho tiempo».
Para tomar un poco de aire fresco, subieron hasta La Colina y mientras miraban el paisaje desde allí, se les apareció una increíble criatura, casi tan alta como un árbol, que los tomó de los hombros y los levantó a la altura de sus ojos castaños; se trataba de Bárbol, el Decano de los Ent, que se mostró muy curioso por aquellos pequeños hombrecitos. Enseguida los hobbits perdieron el miedo y dieron a conocer sus nombres y le contaron a Bárbol parte de su viaje. Aunque no toda la verdad puesto que la consigna era que solo los miembros de la comunidad deberían saber de la existencia del Anillo.
Al caer la noche Bárbol, que ya les tenía aprecio, los llevó hasta su morada y les dio de beber un líquido que sacó de unos cuencos de piedra, mientras seguía la conversación. No solo se sintieron reconfortados sino que les pareció que sus cuerpos adquirían nuevas fuerzas. Bárbol les contó la historia de las Ents mujeres y juntos fueron desgranando recuerdos hasta que se hizo la hora de dormir, los hobbits se tiraron en el lecho del Ent y Bárbol durmió de pie, como acostumbraba. A la mañana siguiente el Ent volvió a cargarlos en sus hombros y los llevó muchas millas bosque adentro para una asamblea de Ents en donde se decidiría que hacer con Saruman, puesto que Bárbol preocupado por lo que le habían contado los Hobbits sobre el Mago Blanco, quiso que todos se enteraran para accionar en contra del Mago. Allí ayudaron a convencer a los ents para que atacaran Isengard, y luego de tres jornadas de deliberaciones se dirigieron a Nan Curunir.

### Isengard
La acción de los Ents en Isengard fue devastadora, destruyeron todas las fortificaciones, excepto Orthanc, embalsaron el río Isen en su curso inferior y luego soltaron las aguas inundándolo todo: las mazmorras, las cuevas, las fraguas, los depósitos. El círculo fue una laguna maloliente. Las decisión con la que encararon la destrucción fue relatada por Merry: «Fue algo asombroso. Había una tensión en la atmósfera del bosque como si se estuviera preparando una tormenta: y de repente estalló [...] Un ent encolerizado es aterrador. Se aferra a las rocas con los dedos de las manos y los pies y las desmenuza como migajas de pan. Era como presenciar el trabajo de unas grandes raíces de árboles en centenares de años, todo condensado en unos pocos minutos».
En medio de la batalla y mientras Merry y Pippin se refugiaban para no ser heridos, apareció un caballero todo vestido de blanco; se trataba de Gandalf, para sorpresa y emoción de ambos hobbits. Luego de ese encuentro en el que la prisa del Mago les impidió que dieran rienda suelta a su emoción, y a una orden de Bárbol se quedaron en la entrada a Isengard esperando la llegada de una comitiva y juntando cosas para darles una buena vianda de bienvenida. Grande fue la sorpresa de los miembros de la hueste que llegaron y vieron a dos personas, una durmiendo y la otra sentada en un montón de escombros; Merry los saludó entre solemne e irónico, haciendo una breve parodia. Luego de esta, que divirtió mucho a los miembros de la reencontrada comunidad y que sorprendió al rey Théoden y a los Rohirrim; todos dieron rienda suelta a su alegría. Y mientras el Rey y Gandalf se reunían con Bárbol, Merry y Pippin les ofrecieron una bien merecida merienda a los recién llegados (la segunda para ellos) y les contaron todo lo sucedido desde la separación.
Merry llegó a ser más tarde escudero del rey Théoden puesto que al viejo rey le cayó bien ese pequeño hobbit. Pero mientras estuvieron en Isengard las aventuras continuaron, Merry junto a los otros fueron a ver a Saruman y presenciaron un impresionante duelo verbal entre Gandalf y el alicaído Curunír. De tal magnitud fue, que Merry pensó que Gandalf perdería la partida; pero el poder del ahora Mago Blanco había crecido enormemente y no se dejó engañar por la meliflua voz de Saruman.

## Rohan
Luego de la desgraciada actuación de Pippin con el Palantir de Orthanc, Merry se vio separado de su amigo, puesto que el mago lo llevó a Minas Tirith para ponerlo a salvo. Esto lo deprimió un poco que sin embargo encontró protección entre sus amigos, pero más entre el Rey Théoden quien, prácticamente lo adoptó como a un hijo.
Otra gran desilusión para Merry fue la partida de Gimli, Legolas y Aragorn hacia el Sendero de los Muertos; se sentía solo, abandonado y se lo dijo a Aragorn: «¡No me abandonéis! Hasta ahora no he prestado mucha utilidad, pero no quiero que me dejen de lado, como esos equipajes que uno retira cuando todo ha concluido. No creo que los jinetes quieran ocuparse de mí en este momento».

### El Sagrario
Nunca pensó, cuando vio alejarse a sus amigos, que iba a extrañar tanto a Pippin y a su buen humor. Como sea siguió cabalgando con los rohirrim, al lado del rey, hasta el baluarte de El Sagrario, para la revista de las tropas que irían a Minas Tirith. Al llegar al Baluarte quedó impresionado por la magnificencia del lugar y por el camino que subía hasta la parte más alta de ese valle misterioso pero lo que más lo impresionó fueron las enormes tallas de piedra, los Hombres Púkel.
En medio de sombríos pensamientos Merry se enteró por boca del rey que no sería de la partida. Esto le causó mucho sufrimiento, y aunque le rogó al rey, Théoden no aceptó. De todas maneras cabalgó a Minas Tirith con los rohirrirn, oculto en la grupa de Hoja de Viento, el caballo de un caballero llamado Dernhelm, que le ofreció llevarlo oculto bajo su manto.

## Minas Tirith
Se convirtió en una figura heroica en la Batalla de los Campos del Pelennor ya que realizó una hazaña por la que más tarde lo armaron Caballero de la Marca.

### Los Campos de Pelennor
En la cabalgata hacia Minas Tirith notó que Dernhelm abandonaba el éored y condujo su caballo hasta instalarse en las cercanías del rey cuando este dio la orden de ataque y cuando Théoden se lanzó con su caballo, preso de un furor demente, hacia la batalla, Dernhelm lo siguió. Metiéndose como una cuña entre los Haradrim, Théoden abatió al capitán enemigo, pero pronto sintió la llegada del Nazgûl, y su caballo se espantó cayendo sobre un costado y el cuerpo del Rey cayó debajo de él, y cuando el Rey Brujo se aprestaba para matarlo Dernhelm se le cruzó en camino y lo retó, descubriendo su identidad y matando a la horrenda Cabalgadura. Merry que había caído de la grupa del caballo, cuando este huyó aterrorizado por la presencia del Nazgûl, quedó ubicado justo detrás del servidor de Sauron, estaba aterrorizado y se decía a sí mismo: «¡Paje del rey! ¡Paje del rey! Tu obligación es seguir junto a él. “Seréis como un padre para mí”, dijiste».
Desprovisto de su cabalgadura el Rey Brujo atacó a la doncella. Pero Merry, repuesto de la sorpresa y venciendo el terror que lo ahogaba, se acercó por detrás del Nazgûl y le lanzó una estocada con su espada tumularia en el tendón de la rodilla, justo en el momento en que el escudo de Éowyn desviaba un mazazo del servidor de Sauron y caía por la fuerza del golpe; el grito del Nazgûl fue horrendo cuando se sintió herido en su base de apoyo, pero cayó de rodillas frente a la Dama, quien contraatacó lanzando una estocada entre la corona y el manto. «La espada chisporroteó y voló por los aires hecha añicos. La corona rodó a lo lejos con un ruido de metal. Eowyn cayó de bruces sobre el enemigo derribado. Mas he aquí que el manto y el plaquín estaban vacíos. Ahora yacían en el suelo, despedazados y en un montón informe; y un grito se elevó por el aire estremecido y se transformó en un lamento áspero, y pasó con el viento, una voz tenue e incorpórea que se extinguió, y fue engullida, y nunca más volvió a oírse en aquella era del mundo».
Merry se levantó a duras penas y vio a Eowyn tendida detrás del cuerpo de Théoden, y cuando se acercaba, el Rey abrió los ojos y se despidió del hobbit, bendiciéndole y diciéndole que cuando en el futuro se sentara a fumar una pipa en La Comarca, se acordara de él porque nunca podría cumplir la promesa de fumar juntos en Meduseld. El Rey hizo llamar a Éomer para investirlo como nuevo Rey de La Marca de los Jinetes y luego de esto murió.

### Casas de Curación
Cuando el nuevo rey vio el cuadro que allí había, se desesperó y cabalgó enloquecido hacia la batalla, pensando que su hermana estaba muerta; Merry, tomó el escudo de la Doncella y lo cargó al hombro. Luego, con la mano izquierda, puesto que la otra la tenía paralizada, tomo la espada tumularia y caminó junto a los hombres que llevaban el cuerpo de Théoden y de Eowyn. Detrás de Éomer llegó Imrahil, el Príncipe de Dol Amroth y descubrió que la Doncella estaba con vida y la hizo trasladar a la ciudad, con prontitud. Merry, totalmente debilitado, se dirigió por sus propios medios hacia Minas Tirith.
Cuando entró a la ciudad, apenas si reparó en la muerte y la destrucción que lo rodeaba. A Merry el ascenso por las calles hacia las Casas de Curación, le parecía eterno, «un viaje sin sentido en una pesadilla abominable, que continuaba y continuaba hacia una meta imprecisa que la memoria no alcanzaba a reconocer; sus ojos se le obnubilaban y pensó: “éste es un túnel que conduce a una tumba; allí nos quedaremos para siempre”». Cuando oyó la voz de Pippin y sintió que sus brazos lo rodeaban, y rompió a llorar una vez más. Mientras Pippin trataba de reconfortar a su debilitado primo, llegó Gandalf, montado en Sombragrís y lo llevó a las Casas de Curación. 
La pelea con el Nazgûl casi significó la muerte de Merry, puesto que lo alcanzó el Hálito Negro, pero fue curado por Aragorn en Minas Tirith, luego de la Batalla de los Campos del Pelennor. Cuando volvió en sí, luego de que Aragorn «lo llamara», lo primero que quiso fue un bocado y fumarse una pipa.

### Campos de Cormallen
Por su estado de salud no pudo acompañar al ejército de Gondor y de Rohan en la Batalla de la Puerta Negra. Pero apenas producida la victoria con la destrucción del Anillo y la derrota definitiva de Sauron; Merry fue llamado por Éomer y Aragorn para participar de los festejos en los Campos de Cormallen y allí se reencontró con Frodo y Sam, quien no podía dar crédito a lo que veía, ¡claro! los veía, más altos y ataviados con honores. 
Luego del Gran Festín se sentaron todos a charlar sobre las aventuras pasadas y Merry explicó el porqué del aumento de estatura de él y Pippin. Pero los festejos, los reencuentros no terminaron allí. Ya en Minas Tirith, más sorpresas les depararían los acontecimientos, volvieron a ver a la Dama Galadriel y Celeborn, a Elrond, conocieron a Arwen y participaron en la coronación de Aragorn y su posterior boda con Arwen.

## De vuelta a Casa

### Rohan-Bree
Al cabo de un tiempo de dicha toda la Comunidad se preparó para partir, y fueron a Rohan al sepelio del rey Théoden. Merry, por ser el escudero de Théoden fue en el carruaje que transportaba sus restos. La ceremonia fue muy emotiva, pusieron al rey en una casa construida en el Campo Tumulario y la cubrieron de tierra y de hermosas flores blancas y luego los jinetes de su escolta, cabalgaron alrededor de los túmulos cantando una hermosa canción de despedida. Cuando esta finalizó, Merry, llorando gritó: «¡Théoden rey! ¡Théoden rey! Como un padre fuiste para mí, por poco tiempo. ¡Adiós!». A la hora de las despedidas el rey Éomer y su hermana Éowyn le dieron a Merry el Título de «Amigo fiel de la Marca» (en inglés Holdwine, que ha sido incorrectamente traducido al español como  «Escanciador de la Marca») y le hicieron un hermoso regalo: un antiguo cuerno con un tahalí verde y todo forrado en plata, formaba parte del botín del dragón Scatha y había sido traído a Rohan por Eorl.
Merry se despidió de Rohan, y siguió con la comitiva del rey Elessar hasta Fangorn, (luego de pasar por Cuernavilla) en donde se despidió de Bárbol, al que nunca volvería a ver. El viejo ent, a manera de despedida lo invitó, junto a Pippin a un trago del «brebaje», y les pidió que si tenían noticias de las Ents Mujeres se lo hicieran saber. En el Bosque del Ent se disolvió la Comunidad del Anillo, puesto que Aragorn volvió a Minas Tirith, y Legolas y Gimli se quedaron a visitar el bosque.
Todavía una hazaña más lo esperaría en su largo itinerario por la Tierra Media, en lo que se podría llamar la última batalla de la Guerra del Anillo. A la vuelta del viaje, los hobbits, se enteran en Bree, que las cosas no marchaban bien en La Comarca. Ya a Merry le había sorprendido encontrar tabaco para pipa, cosechado en su tierra natal, en Isengard.  

### La Comarca
Al llegar al puente del Brandivino, se encontraron con la desagradable sorpresa de que toda la región se hallaba en manos de los torvos dunlendinos y medio orcos, quienes habían sometido al pueblo hobbit y le estaban sacando todas sus riquezas; contando, también, con algunos hobbits que les hacían la corte. Todo ello organizado y comandado por un tal Zarquino, que no era otro que Saruman.
Pronto los recién llegados, precedidos por una fama de grandes hazañas y de mucha experiencia de lucha, se pusieron manos a la obra para liberar La Comarca de ese mal. Si bien Frodo era el más respetado de los cuatro, fue Merry quien llevó la conducción del proceso de liberación. Sublevó a los hobbits, organizó las fuerzas y la táctica de guerra en Delagua: haciendo sonar el gran cuerno de Rohan. Convocó a los vecinos y los organizó para el primer enfrentamiento, que terminó por vencer el miedo del pueblo Hobbit a los invasores. Fue uno de los capitanes de la Batalla de Delagua, que se dio al día siguiente, en donde los enemigos fueron derrotados, totalmente y con grandes pérdidas (setenta muertos y numerosos prisioneros). Luego encabezó la marcha hacia Hobbiton en donde se enfrentaron a Zarquino en una escaramuza que lo llevó a la muerte a manos de su esbirro Gríma Lengua de Serpiente, quedando por completo La Comarca liberada de rufianes.
Con Pippin, y motivados por Gandalf, fue a los Puertos Grises a despedir a Frodo en su viaje a las Tierras Imperecederas. 
Tras la muerte de su padre, en 1432 CC, se convirtió en el señor de Los Gamos y pasó a la historia como «Meriadoc el Magnífico» (por la ropa que había traído de los viajes y las muchas fiestas que ofrecía) y por ello el Rey Éomer y la Princesa Éowyn de Ithilien, le enviaron grandes regalos. 
El rey Elessar lo nombró consejero del Reino Septentrional. Merry se casó después con Estella Bolger. 
Merry y Pippin fueron los hobbits más altos de toda la historia, llegando a medir casi el metro cuarenta. 

En el año 1484 CC, llegó un mensaje desde Rohan a Los Gamos: el Rey Éomer quería ver una vez más al Señor Escanciador. Meriadoc era viejo entonces (102), pero todavía vigoroso. Consultó con su amigo el Thain, y no tardaron en repartir bienes y cargos entre sus hijos y se pusieron en camino por el Vado de Sarn y no se los volvió a ver en la Comarca. Se dijo que el Señor Meriadoc, llegó a Edoras y estuvo con el Rey Éomer antes de que éste muriera en el otoño. Luego él y el Thain Peregrin fueron a Gondor y pasaron allí los breves años que les restaban de vida hasta que murieron y fueron sepultados en Rath Dínen entre los grandes de Gondor.
— Tolkien, 1993, Apéndice B.

## En la película
El papel de Meriadoc Brandigamo en la trilogía de Peter Jackson fue protagonizado por Dominic Monaghan.